# František Procházka (politik)
František Procházka (* 30. října 1953) byl český a československý politik Komunistické strany Československa a poslanec Sněmovny lidu Federálního shromáždění za normalizace.

## Biografie
K roku 1981 se profesně uvádí jako vedoucí mechanizační brigády JZD. Ve volbách roku 1981 zasedl do Sněmovny lidu (volební obvod č. 103 – Třebíč, Jihomoravský kraj). Mandát obhájil ve volbách roku 1986 (obvod Třebíč). Ve Federálním shromáždění setrval do ledna konce funkčního období, tedy do svobodných voleb roku 1990. Netýkal se ho proces kooptací do Federálního shromáždění po sametové revoluci.